# Megalobrama pellegrini
Megalobrama pellegrini (Tchang, 1930) è un pesce osseo della famiglia Cyprinidae.

## Descrizione
Comunemente misura circa 20 cm, ma può occasionalmente raggiungere i 25.

## Tassonomia
In passato è stato più volte considerato un sinonimo di Megalobrama terminalis.

## Distribuzione e habitat
Vive in ambienti bentopelagi d'acqua dolce con clima subtropicale: proviene dal corso superiore del Fiume Azzurro, in Cina, dove la pesca e gli interventi dell'uomo sul suo habitat come la costruzione della Diga delle Tre Gole hanno causato un calo della popolazione.